# Alfonso Celis Jr.

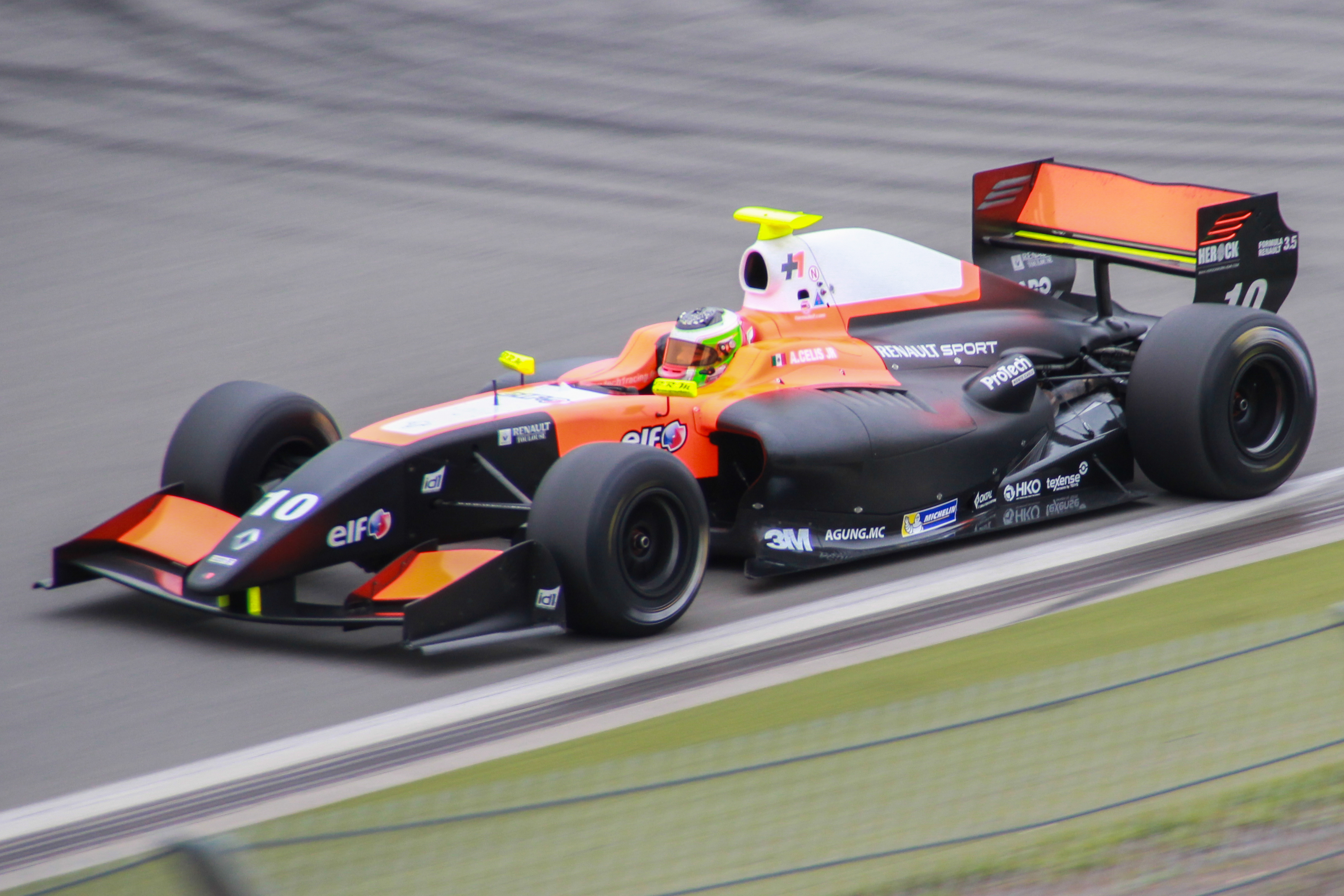
Alfonso Celis op Nürburgring, 2014

Alfonso "Fonso" Celis jr. (Mexico-Stad, 18 september 1996) is een Mexicaans autocoureur.

## Carrière

### Vroege carrière
Celis begon zijn autosportcarrière in het karting, waarin hij tot 2011 actief bleef. Dat jaar werd hij zesde in het Mexicaanse Veracruz-kampioenschap in de Rotax International-klasse.
In 2011 maakte Celis ook de overstap naar het formuleracing, waarin hij meteen kampioen werd in de Mexicaanse Campeonato Turismos de Velocidad. Verder nam hij deel aan enkele raceweekenden in de LATAM Challenge Series. Hij eindigde hier met een negende plaats op het Autódromo Tangamanga II als beste resultaat als zestiende in het kampioenschap met 6 punten. In september nam hij ook deel aan zijn eerste endurancerace, de 24 uur van Barcelona op het Circuit de Catalunya. Met Ernesto del Val, Juan Antonio Diez, Roberto Diez Perez en Eduardo Galland als teamgenoten bij Astra Racing 1 eindigde hij als 35e in de race en als tiende in de A3T-klasse.
In 2012 maakte Celis de definitieve overstap naar Europa, waar hij in de Formule BMW Talent Cup rijdt. In de eerste race van de finale op de Motorsport Arena Oschersleben werd hij nog gediskwalificeerd, maar met een zevende en een tweede plaats in de andere races eindigde hij als zesde in het kampioenschap met 24 punten. Ook nam hij deel aan de 24 uur van Mexico, die hij won.
In 2013 nam Celis deel aan het winterkampioenschap van de Panam GP Series, waar hij met twee podiumplaatsen derde werd. Vervolgens nam hij ook deel aan het hoofdkampioenschap. Hij behaalde zijn eerste overwinning in het tweede raceweekend op het Autódromo Monterrey. Met drie raceweekenden te gaan staat hij op de zevende plaats in het kampioenschap.

### Formule Renault
In 2013 nam Celis ook deel aan de Formule Renault 2.0 NEC voor het team Fortec Competition. Met één podiumplaats tijdens de laatste race op het Circuit Park Zandvoort werd hij veertiende in het kampioenschap met 109 punten.
In 2014 reed Celis tijdens het raceweekend op de Nürburgring in bij Tech 1 Racing in de Formule Renault 3.5 Series.
In 2015 reed Celis het volledige seizoen van de Formule Renault 3.5 voor het team AVF. Met een vierde plaats op de Nürburgring als beste resultaat eindigde hij als zestiende in het kampioenschap met 17 punten.
In 2016 werd de naam van het kampioenschap veranderd naar Formule V8 3.5, waarin Celis bleef rijden voor AVF. Met één podiumplaats op Spa-Francorchamps werd hij elfde in de eindstand met 55 punten.
In 2017 werd de naam van het kampioenschap opnieuw veranderd naar de World Series Formule V8 3.5. Celis stapt hierin over naar het team Fortec Motorsports.

### Formule 3
Celis maakte in 2013 in het laatste racewekeend op de Nürburgring in het Britse Formule 3-kampioenschap voor het eerst zijn opwachting in de Formule 3 voor Fortec. Met een negende, een achtste en een vijfde plaats eindigde hij als elfde in het kampioenschap met 15 punten. Ook was hij door Fortec geselecteerd om dat jaar deel te nemen aan de races op het Circuit Park Zandvoort in het Europees Formule 3-kampioenschap.

### GP3
In 2014 maakte Celis zijn debuut in de GP3 Series voor het team Status Grand Prix, na voorafgaand aan het seizoen al voor dit team te hebben getest. Hij eindigde als 21e in het kampioenschap met twee punten, behaald door een zevende plaats op het Sochi Autodrom. 
In 2015 stapte Celis binnen de GP3 over naar het team ART Grand Prix. Op Spa-Francorchamps behaalde hij zijn eerste podiumplaats in het kampioenschap.

### Formule 1
Aan het eind van 2015 werd Celis aangesteld als ontwikkelingscoureur bij het Formule 1-team Force India. Hij testte voor het team aan de seizoensafsluitende test op het Yas Marina Circuit en in 2016 neemt hij een aantal vrije trainingen voor zijn rekening. Tijdens de eerste training voor de Grand Prix van Bahrein maakte hij zijn debuut.

#### Totale Formule 1-resultaten
| Seizoen | Inschrijving               | Chassis           | Motor                     | 1   | 2      | 3   | 4      | 5   | 6   | 7   | 8   | 9      | 10  | 11  | 12  | 13  | 14     | 15  | 16  | 17  | 18     | 19  | 20  | 21     | Pos | Punten |
| ------- | -------------------------- | ----------------- | ------------------------- | --- | ------ | --- | ------ | --- | --- | --- | --- | ------ | --- | --- | --- | --- | ------ | --- | --- | --- | ------ | --- | --- | ------ | --- | ------ |
| 2016    | Sahara Force India F1 Team | Force India VJM09 | Mercedes PU106C Hybrid V6 | AUS | BHR TC | CHN | RUS TC | SPA | MON | CAN | EUR | OOS TC | GBR | HON | DUI | BEL | ITA TC | SIN | MAL | JPN | VST TC | MEX | BRA | ABU TC | -   | -      |
| 2017    | Sahara Force India F1 Team | Force India VJM10 | Mercedes M08 EQ Power+ V6 | AUS | CHN    | BHR | RUS    | SPA | MON | CAN | AZE | OOS TC | GBR | HON | BEL | ITA | SIN    | MAL | JPN | VST | MEX TC | BRA | ABU |        | -   | -      |